# Formula Tasman
Formula Tasman ili Tasman serija je bilo automobilističko natjecanje koje se održavalo od 1964. do 1975. na Novom Zelandu i Australiji. Natjecanje je nazvano po Tasmanovom moru koje spaja te dvije zemlje, a sastojalo se uglavnom od osam utrka, po četiri u svakoj državi i održavalo se od siječnja do ožujka. Pošto je u to doba godine u Europi zima, te nisu održavana natjecanja, mnogi vozači i momčadi Formule 1 nastupali su u Formuli Tasman, kako bi odmjeravali snage s domaćim vozačima. Serija Tasman bila je jako popularna, osobito u razdoblju od 1964. do 1969. za koje se može reći da je bilo njeno zlatno doba.

## Prvaci
| Sezona | Vozač           | Momčad                            | Šasija            | Motor        |
| ------ | --------------- | --------------------------------- | ----------------- | ------------ |
| 1964.  | Bruce McLaren   | Bruce McLaren Motor Racing        | Cooper T70        | Climax FPF   |
| 1965.  | Jim Clark       | Team Lotus                        | Lotus 32B         | Climax FPF   |
| 1966.  | Jackie Stewart  | Owen Racing Organisation          | BRM P261          | BRM          |
| 1967.  | Jim Clark       | Team Lotus                        | Lotus 33          | Climax V8    |
| 1968.  | Jim Clark       | Team Lotus                        | Lotus 49T         | Cosworth DFV |
| 1969.  | Chris Amon      | Scuderia Veloce                   | Dino 246 Tasmania | Ferrari V6   |
| 1970.  | Graeme Lawrence | Graeme Lawrence                   | Dino 246 Tasmania | Ferrari V6   |
| 1971.  | Graham McRae    | Crown Lynn                        | McLaren M10B      | Chevrolet    |
| 1972.  | Graham McRae    | Crown Lynn Grid International Ltd | Leda GM1          | Chevrolet    |
| 1973.  | Graham McRae    | STP                               | McRae GM1         | Chevrolet    |
| 1974.  | Peter Gethin    | Chevron Racing Team VDS           | Chevron B24       | Chevrolet    |
| 1975.  | Warwick Brown   | Pat Burke Racing                  | Lola T332         | Chevrolet    |